# NGC 2710
NGC 2710 је спирална галаксија у сазвежђу Велики медвед која се налази на NGC листи објеката дубоког неба.
Деклинација објекта је + 55° 42' 21" а ректасцензија 8h 59m 48,4s. Привидна величина (магнитуда) објекта NGC 2710 износи 12,9 а фотографска магнитуда 13,7. NGC 2710 је још познат и под ознакама UGC 4705, MCG 9-15-66, CGCG 264-46, IRAS 08560+5554, PGC 25258.